# 渡邉泰雄
渡邉 泰雄（渡辺泰雄）（わたなべ やすお、1947年または1948年 - ）は　日本の医学研究者。専門は薬食同源学・神経精神薬理学・臨床薬理学・食理学。
横浜薬科大学総合健康メディカルセンター代表、第一薬科大学特任教授。パクチーアカデミー協会理事長。

## 来歴
東京都出身。医者の家庭に生まれ育つ。
1975年3月、北里大学大学院（医学系）を修了する。同年4月より東海大学医学部薬理学助手となる。1980年9月、東京医科大学より医学博士を取得した。
1986年7月に東海大学を休職して米国国立保健研究所のNIH/NIAAA，Visiting Scientistとなる（東海大学は8月に退職）。1987年7月よりイリノイ州立大学医学部Res Associateに移る。帰国後、1989年2月に東京医科大学薬理学講師となり、1993年3月には助教授に昇格するが、1999年4月に麻酔科教室へ研究指導者（助教授）として移動した。2001年10月には、中国医科大学（瀋陽市）の客員教授となる。
2005年3月に東京医科大学を退職し、4月より日本薬科大学の主任教授に就任した。2011年4月より医療薬学科長を務めた後、2013年3月に退職した。同年4月より横浜薬科大学健康薬学科主任教授兼総合健康メディカルセンターセンター長に就任。その後、特任教授（2017年4月）を経て、2020年4月に横浜薬科大学総合健康メディカルセンター代表に就任した。
このほか、神戸医療福祉大学（2014年4月）・静岡県立大学（2015年4月）・台北医学大学（2016年4月）で客員教授となっている。
2020年4月には都築学園の顧問にも就任した。　　　

## 実績・活動
食品の健康への効果を長年にわたり研究し、その研究をもとに「ウコンの力」をハウス食品と協同開発した。
- 1996年  Collegium Internationale Neuro-Psychopharmacologicum(CINP) International Scientitic Committee
- 1995年  東京医科大学医学会 評議員
- 1995年  和漢医薬学会 評議員
- 1993年  日本神経精神薬理学会 評議員
- 1984年  日本薬理学会 評議員

## 所属学会
Collegium Internationale Neuro-Psychopharmacologicum(CINP) 
American Association for the Advancement of Science 
- 東京医科大学医学会
- 日本脳科学会
- 和漢医薬学会
- 日本麻酔薬理学会
- 日本神経精神薬理学会
- 日本薬理学会

## 著書
- 長生きしたければ、大麦を食べなさい　[4] 宝島社 (2016/10/1)
- 長生きしたければ、ヌルねば食材を食べなさい[5] 宝島社 (2015/11/12)
- 干しえのき・えのきたけ 驚異のパワー 20倍健康法[6]  永岡書店 (2013/3/19)
- 皮膚のクスリがわかる本―美容皮膚・お肌トラブルのための最新療法学[7] 地人書館 (2008/4/1)
- もち麦でおいしくやせる! 健康になる! (TJ MOOK) 宝島社[8] (2019/3/26)
- 干しえのきで らくらくダイエット ~内臓脂肪がみるみる20%落ちる! (TJMOOK) 宝島社 (2013/1/15)
- えのき茶ダイエット:内臓脂肪から落ちていく[9]!  小学館(2013/1/30)
- 内臓脂肪がみるみる落ちる! 干しえのき健康法 宝島社 (2014/2/21)
- お腹が凹む えのきレシピ[10] 二見書房 (2013/6/26)
- 簡単おいしい! もち麦ダイエットレシピ[11] (TJMOOK)  宝島社 (2016/9/16)

## 作品など
- 厚生労働者.脳科学研究「血液脳関内」を考慮した脳機能疾患治療法の開発

2000年
- 細胞間環境系における細胞外マトリックスの脳神経保護機構としての機能的役割の究明

1999年
- 細胞内Ca2+動態と神経機能障害に関する神経薬理学的研究

1996年
- Neuropharmacological Study on cytosolic Ca2+ dynamics and neuronal dysfunctions

1996年
- Ca2+拮抗作用を有する新規GABA-PEPTIDE誘導体の中枢薬理作用

1994年
- Effects of newly synthetized GABA-peptides derivatives which have a Ca2+ antagonistic action on CNS

1994年
- グリア細胞の中枢高次機能調節における役割

1990年
- Role of glial cells on regulation of central function

1990年
- オピオイドーベンゾジアゼピン受容体相互作用の鎮痛機作における修節

1983年
- Modification of interaction between opioid-benzodiazepine receptors on analgesic mechanics

1983年
- 内因性モルヒネ様物質の特異的代謝酵素に関する研究

1978年
- Study on the specific degradating enzyme of endogenous morphine like substances

1978年